# 국제의료관광코디네이터
국제의료관광코디네이터(International Medical Tour Coordinator)는 의료관광 상담, 홍보 마케팅, 리스크 관리 및 행정 업무 등의 담당자 양성을 위한 국가기술자격 시험으로 보건복지부와 문화체육관광부가 소관하며 한국산업인력공단이 시행한다. 2013년 신설되었다.

## 응시 자격
- 보건의료 또는 관광분야의 대학졸업자 또는 졸업예정자
- 2년제 전문대학 관련학과 졸업자 등으로서 졸업 후 보건의료 또는 관광분야에서 2년 이상 실무에 종사한 사람
- 3년제 전문대학 관련학과 졸업자 등으로서 졸업 후 보건의료 또는 관광분야에서 1년 이상 실무에 종사한 사람
- 보건의료 또는 관광분야에서 4년 이상 실무에 종사한 사람
- 의사, 간호사, 보건교육사, 관광통역안내사, 컨벤션기획사 1~2급을 취득한 사람

## 시험 과목
필기 시험과 실기 시험은 별도로 진행되며, 각 60점 이상 획득하여야만 합격할 수 있다.
| 종목 | 과목                    | 형식   | 문항          | 시간        |
| ---- | ----------------------- | ------ | ------------- | ----------- |
| 필기 | 보건의료관광행정        | 객관식 | 과목당 20문항 | 과목당 30분 |
| 필기 | 보건의료서비스자원관리  | 객관식 | 과목당 20문항 | 과목당 30분 |
| 필기 | 보건의료관광마케팅      | 객관식 | 과목당 20문항 | 과목당 30분 |
| 필기 | 관광서비스지원관리      | 객관식 | 과목당 20문항 | 과목당 30분 |
| 필기 | 의학용어 및 질환의 이해 | 객관식 | 과목당 20문항 | 과목당 30분 |
| 실기 | 보건의료관광실무        | 필답형 |               | 150분       |

### 공인어학성적 기준요건

#### 영어
| - FLEX : 625점 이상 - G-TELP : 65점 이상 - iELTS : 7.0점 이상 - PELT : 345점 이상 | - TEPS : 625점 이상 - TOEFL : CBT 197점 이상, IBT 71점 이상 - TOEIC : 700점 이상 |

#### 중국어
| - BCT : 241점 이상 - CPT : 700점 이상 - FLEX : 700점 이상 | - HSK : 5급 이상 - HSKK : 중급 이상 - TOCFL : 6급 이상 |

#### 일본어
| - FLEX : 720점 이상 - JLPT : N2 이상 | - JPT : 650점 이상 - NIKKEN : 700점 이상 |

#### 러시아어
- TORFL : 기본 단계 이상
- FLEX : 700점 이상

#### 태국어
- FLEX : 600점 이상

#### 베트남어
- FLEX : 600점 이상

#### 말레이인도네시아어
- FLEX : 600점 이상

#### 아랍어
- FLEX : 600점 이상